# حنق الإنسان (فلم 2021)
حنق الإنسان (بالإنجليزية: Wrath of Man) فيلم إثارة وأكشن 2021 من تأليف وإخراج غاي ريتشي، مقتبس من الفيلم الفرنسي الصادر عام 2004 "cash truck" للمخرج نيكولا بو خريف، وهذا هو التعاون الإخراجي الرابع لريتشي مع الممثل الرئيسي جيسون ستاثام، بعد «القفل، الرصيد، وبرميلين دخان» عام 1998، «انتزاع» عام 2000، «مسدس» عام 2005.
أصدر فيلم حنق الإنسان في عدة دول في 22 أبريل 2021، وفي الولايات المتحدة في 7 مايو. وقد حقق 72 مليون دولار في جميع أنحاء العالم وتلقى آراء متباينة من النقاد.

## طاقم التمثيل
- جيسون ستاثام: بدور باتريك «اتش» هيل
- سكوت إيستوود: بدور جان
- هولت مكالاني: بدور بوليت
- روتشي ويليمس: بدور بوب مارتن
- لاز ألونسو: بدور كارلوس
- كريس رايلي: بدور تيم
- جوش هارتنيت بدور ديف هانكوك
- جيفري دونوفان بدور جاكسون
- راؤول كاستيلو بدور سام
- بوست مالون بدور روبر
- نيما الجار بدور دانا كورتيس[3]

## ملخص أحداث الفيلم
يتبع شخصية غامضة هادئة تدعى (اتش)، يعمل في شركة شاحنات نقدية في لوس أنجلوس وهي مسؤولة عن نقل ملايين الدولارات في جميع أنحاء المدينة كل أسبوع.

## الإنتاج
أُعلن في أكتوبر 2019 أن جاي ريتشي سوف يكتب ويخرج نسخة جديدة باللغة الإنجليزية من فيلم «شاحنة الأموال» لعام 2004. وقع جيسون ستاثام على تمثيل دور البطولة، وانضم هولت ماكالاني في وقت لاحق من الشهر لبطولة الفيلم. بدأ التصوير في نوفمبر بين لوس أنجلوس ولندن، مع سكوت إيستوود، وجيفري دونوفان، ولاز ألونسو، وجوش هارتنيت ونيامه ألغار، إضافة إلى طاقم التمثيل، وتولى مترو جولدوين ماير التوزيع المحلي للفيلم. في يناير 2020، تمت إضافة راؤول كاستيلو إلى فريق التمثيل.

## وصلات خارجية
- مقالات تستعمل روابط فنية بلا صلة مع ويكي بيانات